# Rimling
Rimling – miejscowość i gmina we Francji, w regionie Grand Est, w departamencie Mozela.
Według danych na rok 1990 gminę zamieszkiwały 464 osoby, a gęstość zaludnienia wynosiła 35 osób/km² (wśród 2335 gmin Lotaryngii Rimling plasuje się na 617. miejscu pod względem liczby ludności, natomiast pod względem powierzchni na miejscu 410.).